# アルファタウリ・AT02
アルファタウリ・AT02 (AlphaTauri AT02) は、スクーデリア・アルファタウリが2021年のF1世界選手権参戦用に開発したフォーミュラ1カーである。

## 概要

### 2021年シーズン
ドライバーはピエール・ガスリーとF2から昇格した角田裕毅のラインナップで迎える。F1に日本人ドライバーが参戦するのは2014年の小林可夢偉以来となる。
AT02の戦闘力は非常に高く、バーレーンで行われたプレシーズンテストでは角田がルーキーでありながら全体で2番目に速いラップタイムを記録し、日本のみならず海外メディアからも注目を浴びた。その好調ぶりそのままに開幕戦のバーレーングランプリでは、13位スタートから元ワールドチャンピオンのベッテルやアロンソをオーバーテイクする見事な走りを見せ、デビュー戦で9位入賞を果たした。だが、その後は経験不足故のスピンやクラッシュが目立つようになり、いくつかのレースで入賞は果たすもののレース結果ではガスリーの後塵を拝していた。最終戦のアブダビグランプリでは自己最高となる4位入賞を果たし、ガスリーを上回る結果でシーズンを締め括り、シーズン全体では32ポイント獲得、ランキングは14位となった。
ガスリーは開幕戦では序盤の接触が影響しリタイアに終わったものの、第5戦モナコグランプリではメルセデスのルイス・ハミルトンを抑えての6位、第6戦アゼルバイジャングランプリでは上位勢のリタイアやそれによるSC・赤旗の幸運に助けられたものの3位表彰台を獲得、第11戦ハンガリーグランプリではファステストラップを記録、第20戦カタールグランプリでは予選2位(決勝は11位)を記録するなどいくつものレースで存在感を見せた。最終的にシーズン22戦中15戦入賞とエースドライバーらしい安定感を見せキャリアハイとなる110ポイントを獲得し、ドライバーズランキングは9位となった。チームとしては前身のトロ・ロッソ時代も含め創設史上最多となる142ポイントを獲得し、前年から1つ順位を上げて6位を獲得した。

## スペック

### シャシー
- シャシー名: AT02
- モノコック: スクーデリア・アルファタウリ製コンポジットモノコック
- トランスミッション: レッドブル・テクノロジー製(カーボンコンポジット・メインケース、縦置き、油圧式8速)
- フロントサスペンション: スクーデリア・アルファタウリ製カーボンコンポジットウィッシュボーン、ブッシュロッド、トラックロッド&アップライト レッドブル・テクノロジー製サスペンションロッカー、トーション、タンバー
- リアサスペンション: レッドブル・テクノロジー製カーボンコンポジットウィッシュボーン、プルロッド式インボードトーションバー&タンバー
- ブレーキ:スクーデリア・アルファタウリ製
- クラッチ:油圧式カーボンマルチプレート
- タイヤ:ピレリ

### パワーユニット
- 型式: ホンダ RA621H
- エンジン形式:90度V型6気筒ターボ
- エンジン重量:150kg
- 排気量:1600cc
- 燃料:モービル1

## 記録
（key）
| 年     | No. | ドライバー | BHR | EMI | POR | ESP | MON | AZE | FRA | STY | AUT | GBR | HUN | BEL | NED | ITA | RUS | TUR | USA | MXC | SÃO | QAT | SAU | ABU | ドライバーズ ポイント | ポイント | ランキング |
| ------ | --- | ---------- | --- | --- | --- | --- | --- | --- | --- | --- | --- | --- | --- | --- | --- | --- | --- | --- | --- | --- | --- | --- | --- | --- | --------------------- | -------- | ---------- |
| 2021年 | 22  | 角田       | 9   | 12  | 15  | Ret | 16  | 7   | 13  | 10  | 12  | 10  | 6   | 15  | Ret | DNS | 17  | 14  | 9   | Ret | 15  | 13  | 14  | 4   | 32                    | 142      | 6位        |
| 2021年 | 10  | ガスリー   | Ret | 7   | 10  | 10  | 6   | 3   | 7   | Ret | 9   | 11  | 5   | 6   | 4   | Ret | 13  | 6   | Ret | 4   | 7   | 11  | 6   | 5   | 110                   | 142      | 6位        |

- 太字はポールポジション、斜字はファステストラップ
- † 印はリタイアだが、90%以上の距離を走行したため規定により完走扱い。
- * : 今シーズンのポイント及び順位（現時点）。